# Santa Marina Salina
Santa Marina Salina (Santa Marina in siciliano) è un comune italiano di 856 abitanti della città metropolitana di Messina in Sicilia.
Si trova sull'isola di Salina, nell'arcipelago delle isole Eolie.

## Geografia fisica

### Territorio
Il comune di Santa Marina Salina è situato nella parte orientale dell'isola di Salina, alle pendici del Monte Fossa delle Felci (alto 962 m s.l.m. e punto più alto di tutte le isole Eolie) e del Monte Rivi. Copre il territorio che va dalla parte sommitale dei monti fino al mare. È una zona fitta di vegetazione, composta di eucalipti, eucalipti rossi, acacie, ontani, olmi, pini, lecci, castagni, felci e molti altri. Sul litorale è situato il paese di Santa Marina Salina, al cui centro c'è la chiesa parrocchiale e i principali negozi e locali notturni. All'estremità sud del comune è situata la frazione di Lingua, nei pressi di un laghetto di acqua salata.

## Origini del nome
Il nome del paese deriva dal culto di Santa Marina (cui è dedicata anche una delle chiese dell'abitato), che si diffuse nell'isola a partire dal XVI secolo. Tale culto venne probabilmente portato da coloni di origine veneta (Santa Marina è compatrona di Venezia), che arrivarono esuli alle Eolie da varie località del Mediterraneo, a causa del progressivo ridursi dei territori della Repubblica di Venezia conquistati dall'Impero ottomano.
La specificazione "Salina" venne aggiunta quando il paese si costituì a comune autonomo, nel 1909, forse per distinguersi dal già esistente comune di Santa Marina, in Campania. Fa riferimento al nome dell'isola, che deriva dal già citato laghetto di acqua salata situato in località Lingua, utilizzato in epoca antica come salina: il laghetto diede il nome all'intera isola.

## Storia

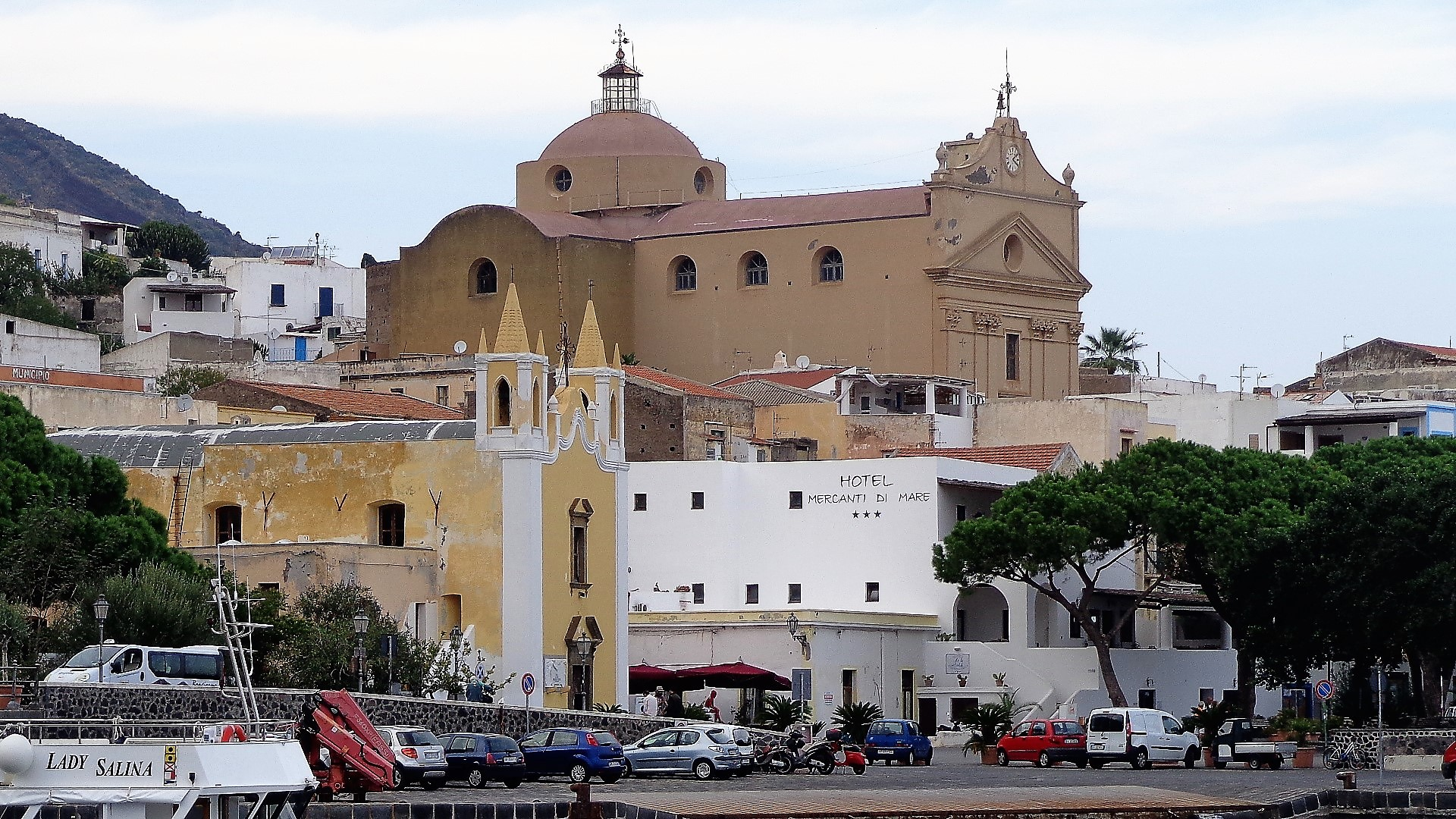
Il centro cittadino, la Chiesa di Maria Santissima Addolorata e, più in basso, quella di Santa Marina

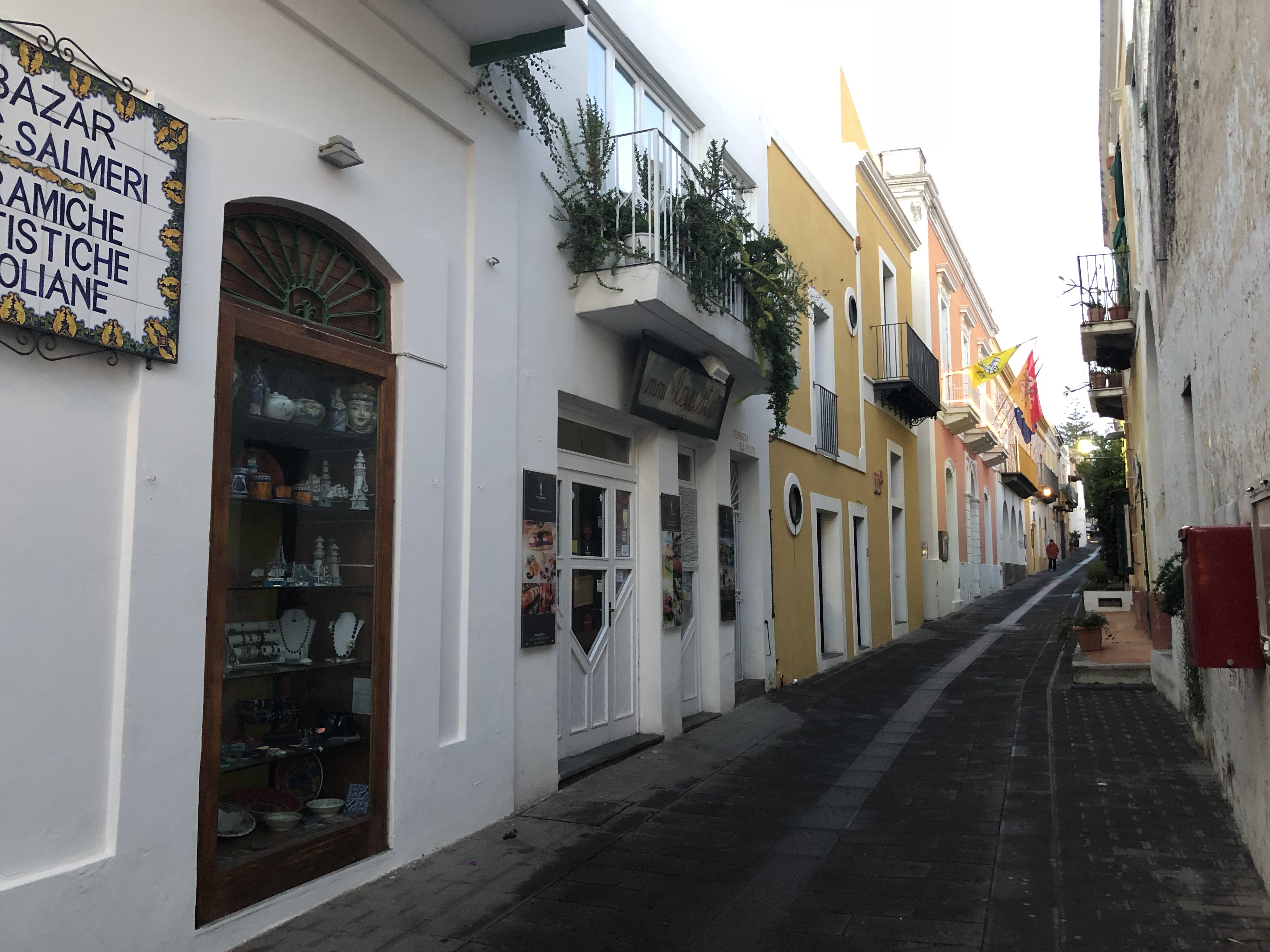
Strada di Santa Marina Salina

I ritrovamenti archeologici testimoniano che l'isola di Salina era abitata fin dal V millennio a.C. Al III millennio a.C. risale la colonizzazione dell'isola da parte di genti di stirpe greca, probabilmente gli Eoli. Altri ritrovamenti testimoniano la presenza umana nel territorio di Santa Marina Salina nel XV secolo a.C. (area archeologica della Portella). In seguito alla distruzione di questo insediamento, probabilmente compiuto dagli Ausoni, l'isola restò presumibilmente disabitata fino al VI secolo a.C., quando Lipari e di conseguenza Salina furono popolate da genti di stirpe dorica, che fecero di Santa Marina Salina il centro principale dell'isola. Nei secoli successivi si susseguirono poi greci, romani e bizantini, fino alla conquista degli arabi nell'840. Nel XII secolo l'isola venne poi popolata da profughi amalfitani, che sbarcarono a Malfa.
In tempi recenti, nel 1867 l'isola di Salina, essendo l'unica delle Eolie (oltre a Lipari) a essere densamente popolata, venne ordinata a comune autonomo, staccandosi da quello di Lipari, che rimase sulle altre sei isole. Venne così creato il comune di Salina, con capoluogo a Santa Marina. Gli altri paesi dell'isola però mal sopportavano di dover dipendere dal capoluogo, sicché nel 1909 si arrivò alla separazione nei tre comuni di Santa Marina Salina, Malfa e Leni.

### Simboli
Lo stemma e il gonfalone sono stati concessi con decreto del presidente della Repubblica del 21 novembre 1996.
Stemma comunale
Lo stemma è troncato. La parte superiore è tagliata e riporta sette stelle che simboleggiano le isole Eolie, disposte in modo che Salina stia al centro, oltre alla trinacria, simbolo della Sicilia. Nella parte inferiore sono rappresentate l'isola di Salina vista dal mare e un'ancora, simbolo della navigazione.
Gonfalone
Il gonfalone è un drappo di bianco.

## Monumenti e luoghi d'interesse

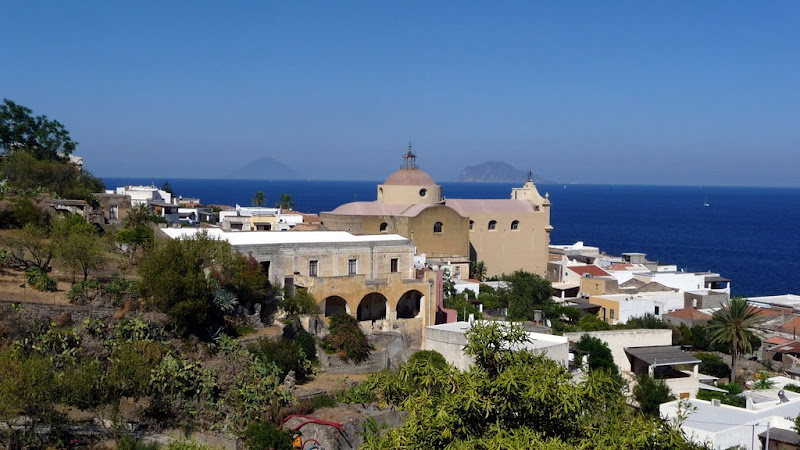
Veduta del paese

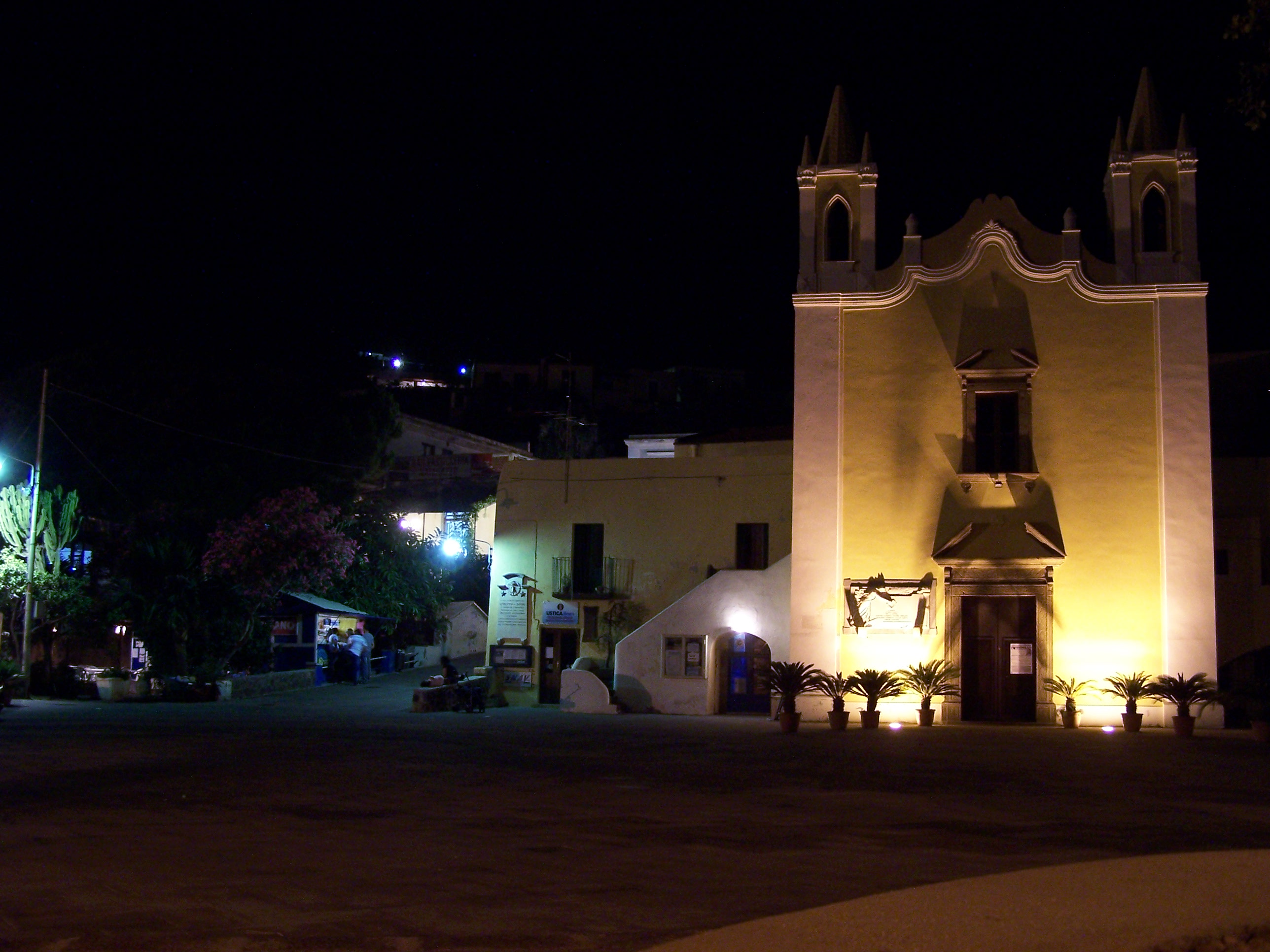
La chiesa di Santa Marina di notte

### Architetture religiose
- Chiesa di Maria Santissima Addolorata
- Chiesa di Santa Marina
- Chiesa di San Bartolomeo

### Siti archeologici
- Villaggio di Portella[10]
- Le grotte Saracene, scavate nel tufo come nascondiglio contro le scorribande dei Saraceni nel 650 circa. Sono una serie di spazi comunicanti, nei quali sono presenti incisioni e segni votivi dell'epoca[5]
- Vasche per la raccolta del sale, risalenti al periodo greco (III secolo a.C.), in località Lingua[5]
- Area archeologica di Barone (terme e impianto di salagione del pesce)

### Aree naturali
- Riserva naturale Le Montagne delle Felci e dei Porri[6][13]
- Zona a Protezione Speciale presso il laghetto di Lingua[6]

## Società

### Evoluzione demografica
Abitanti censiti

### Etnie e minoranze straniere
Al 31 dicembre 2014 risiedevano a Santa Marina Salina 98 cittadini stranieri, pari al 10,99% della popolazione.

### Lingue e dialetti

Distribuzione del gruppo siciliano

Oltre alla lingua ufficiale italiana, a Santa Marina Salina si parla la lingua siciliana nella sua variante eoliana. La ricchezza di influenze del siciliano, appartenente alla famiglia delle lingue romanze e classificato nel gruppo meridionale estremo, deriva dalla posizione geografica dell'isola, la cui centralità nel mar Mediterraneo ne ha fatto terra di conquista di numerosi popoli gravitanti nell'area mediterranea.

## Cultura

### Scuole
- Scuola primaria di Santa Marina Salina
- Scuola elementare di Lingua

### Musei
- Museo civico (Santa Marina Salina)[16]
- Museo del vino (Santa Marina Salina)
- Museo etno-antropologico (Lingua)
- Museo archeologico (Lingua), con reperti provenienti dal Villaggio di Portella

### Cinema
Sull'isola di Salina sono stati girati almeno in parte alcuni film, tra i quali i più significativi sono:
- Vulcano (1950), regia di William Dieterle
- Caro diario (1993), regia di Nanni Moretti
- Il postino (1994), regia di Michael Radford

### Eventi
- Dal 2007 Santa Marina Salina, insieme agli altri comuni dell'isola, è sede del SalinaDocFest, festival internazionale del documentario narrativo.

## Geografia antropica

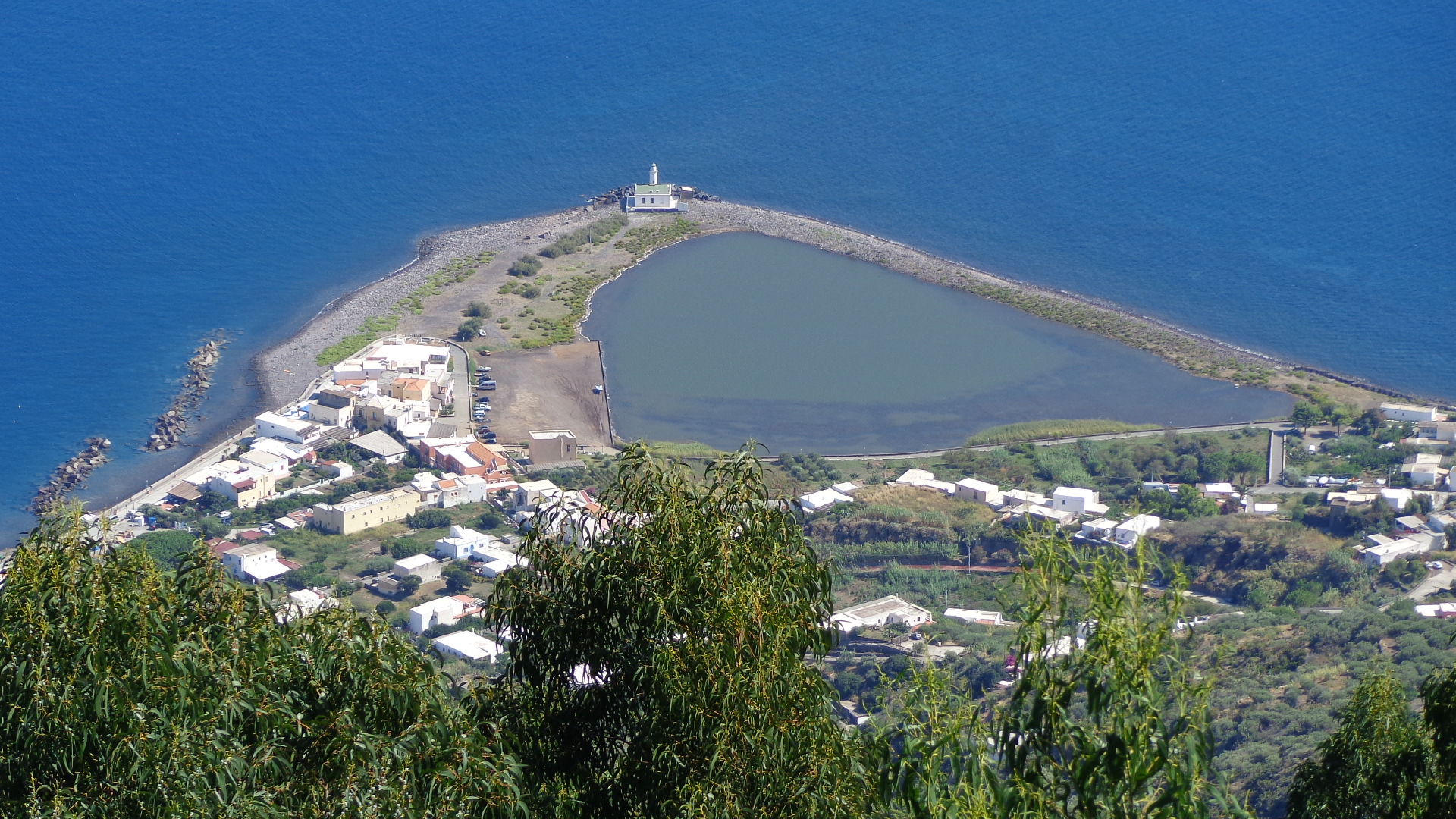
Il laghetto, il faro e il centro abitato di Lingua visti dal monte Fossa delle Felci

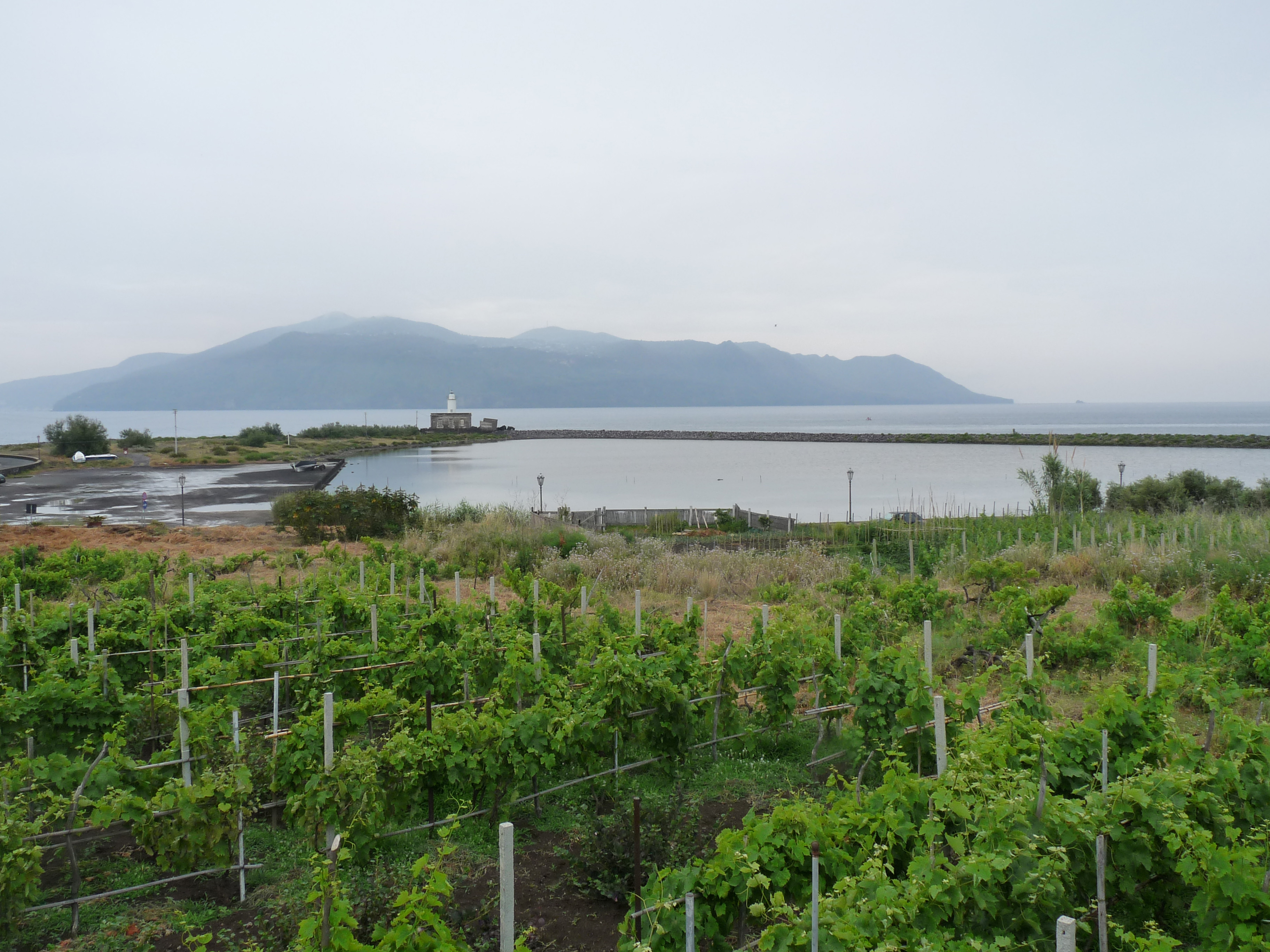
Il laghetto e alcuni vigneti in località Lingua. Sullo sfondo l'isola di Lipari

### Suddivisioni amministrative
Oltre all'abitato principale, il comune di Santa Marina Salina possiede un solo raggruppamento di case di grandezza degna di nota: la frazione di Lingua, situata nella zona meridionale del territorio comunale.

### La frazione di Lingua
Lingua è un borgo di abitazioni caratterizzato dalla presenza di un piccolo lago di acqua salata di 27 000 metri quadri, che è separato dal mare da una sottile striscia di terra. Tale laghetto, che in epoca antica era usato come salina, diede il nome all'intera isola. Esso è luogo di sosta per gli uccelli migratori, tanto che viene visitato, nel corso dell'anno, da circa 200 specie diverse di uccelli. Sono inoltre presenti alcune vasche che risalgono al periodo greco (III secolo a.C.) e un faro. L'intera area è stata dichiarata Zona a Protezione Speciale.

## Economia
- Turismo
- Agricoltura (capperi, olive e viti)
- Vinificazione (malvasia)
- Pesca (pesce spada e tonno)

## Infrastrutture e trasporti
Il comune di Santa Marina Salina è collegata agli altri centri dell'isola tramite strade extraurbane. Il porto offre collegamenti tramite traghetti e aliscafi con le altre Isole Eolie e con Milazzo e Napoli.

## Amministrazione
Di seguito è presentata una tabella relativa alle amministrazioni che si sono succedute in questo comune.
| Periodo        | Periodo         | Primo cittadino    | Partito            | Carica  | Note    |
| -------------- | --------------- | ------------------ | ------------------ | ------- | ------- |
| 17 giugno 1988 | 28 maggio 2002  | Riccardo Gullo     | lista civica       | Sindaco | [ 17 ]  |
| 28 maggio 2002 | 15 maggio 2007  | Lidia Coppola      | Casa delle Libertà | Sindaco | [ 17 ]  |
| 15 maggio 2007 | 13 ottobre 2016 | Massimo Lo Schiavo | lista civica       | Sindaco | Sospeso |
| 13 giugno 2017 | in carica       | Domenico Arabia    | lista civica       | Sindaco | [ 17 ]  |

### Altre informazioni amministrative
Il comune di Santa Marina Salina fa parte delle seguenti organizzazioni sovracomunali: regione agraria n.11 (Isole di Lipari).

## Galleria d'immagini

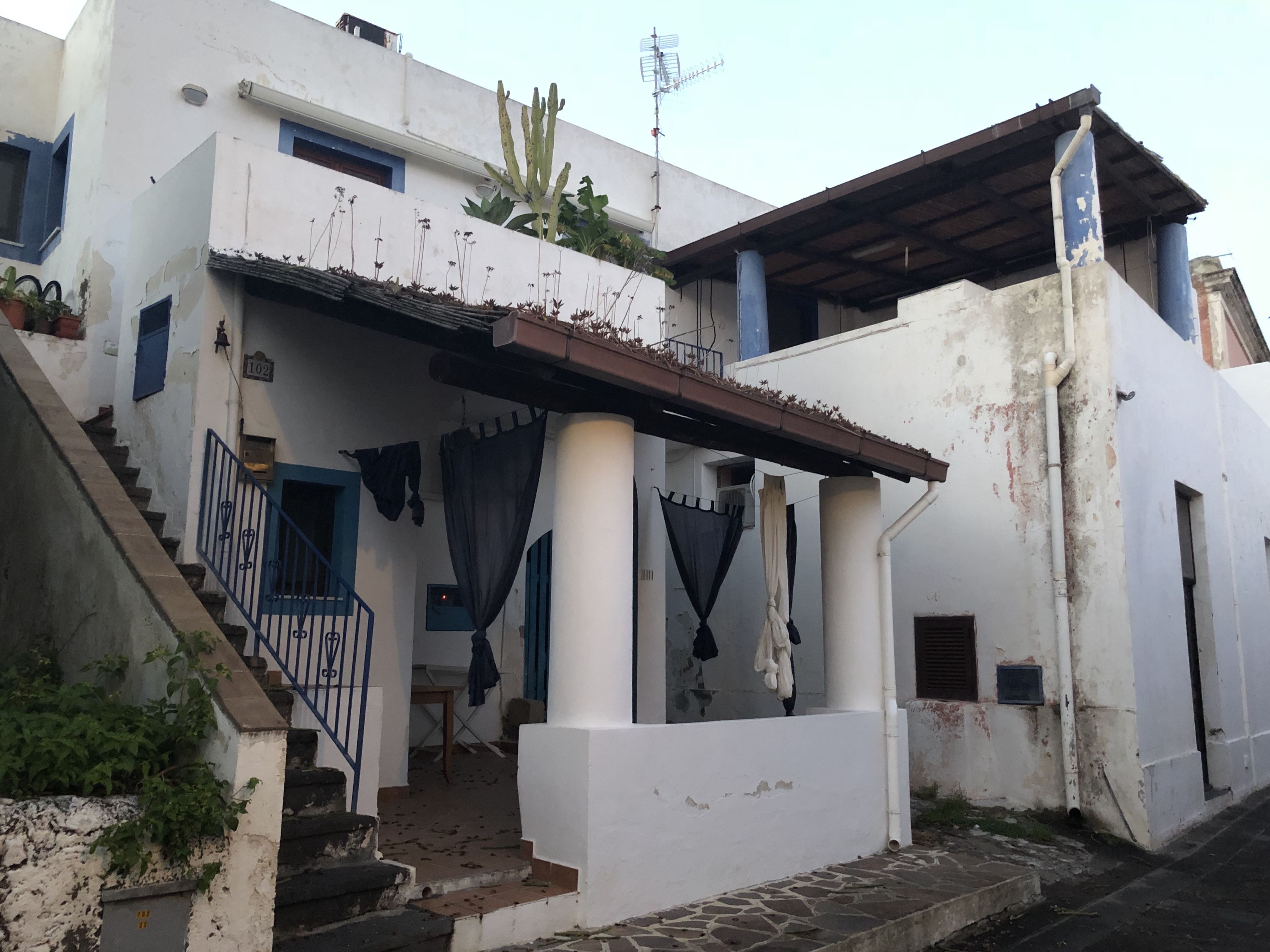
Architettura eoliana
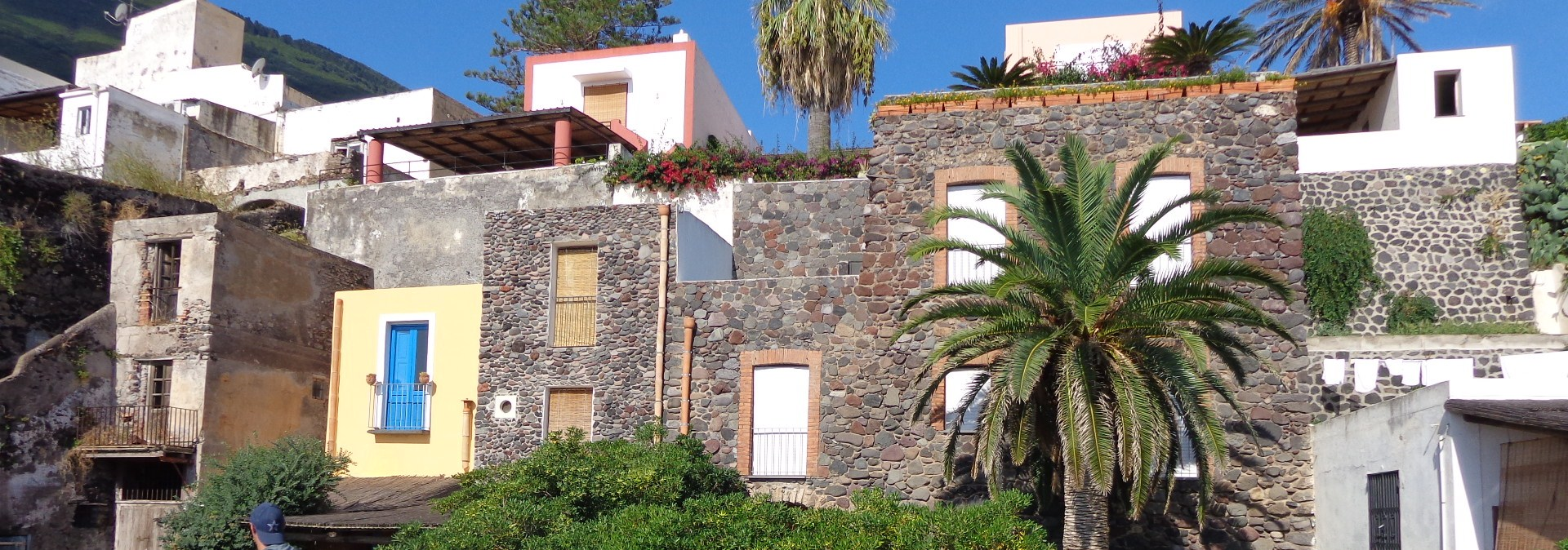
Architettura eoliana
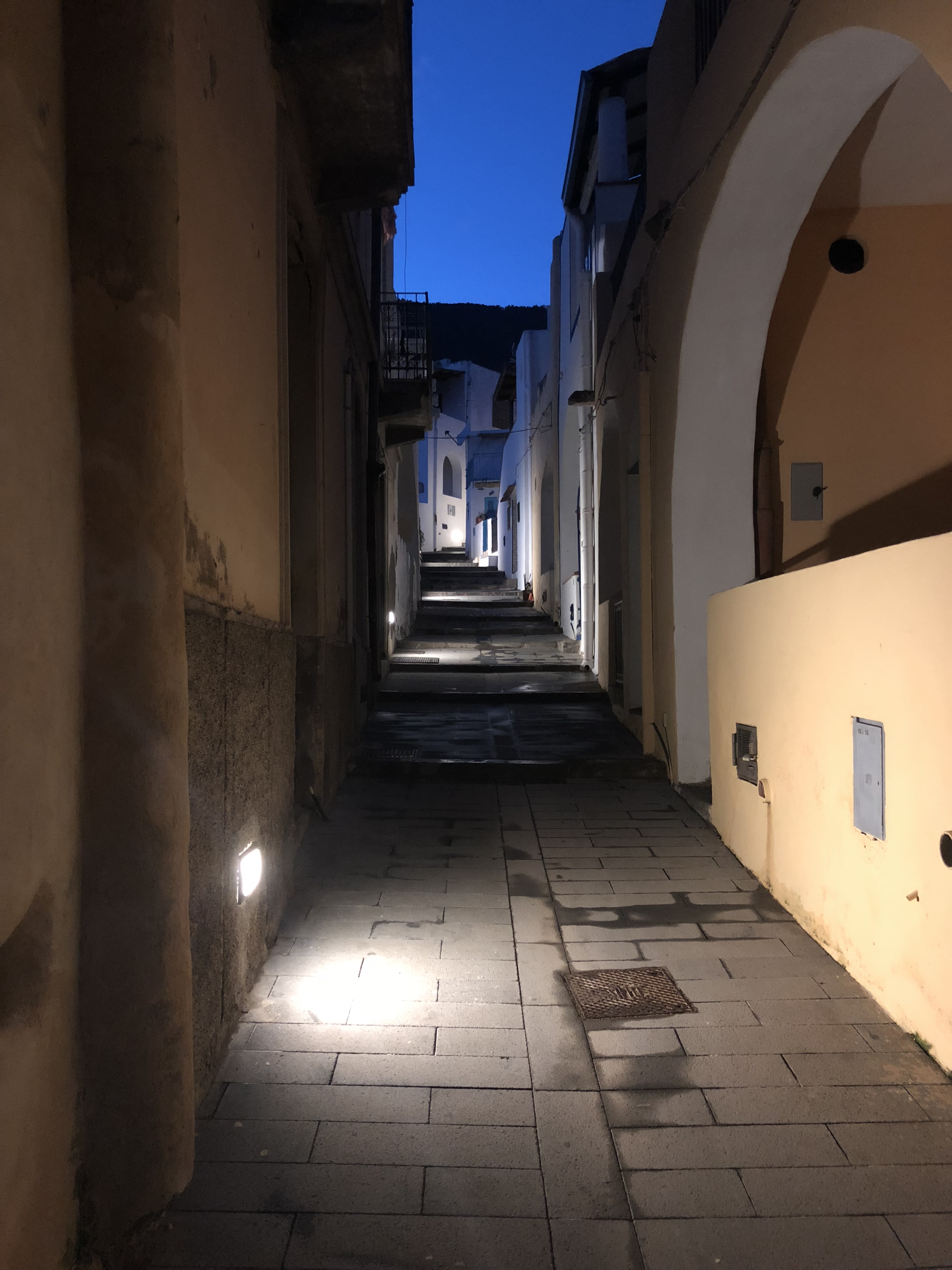
Una stradina
La zona del porto
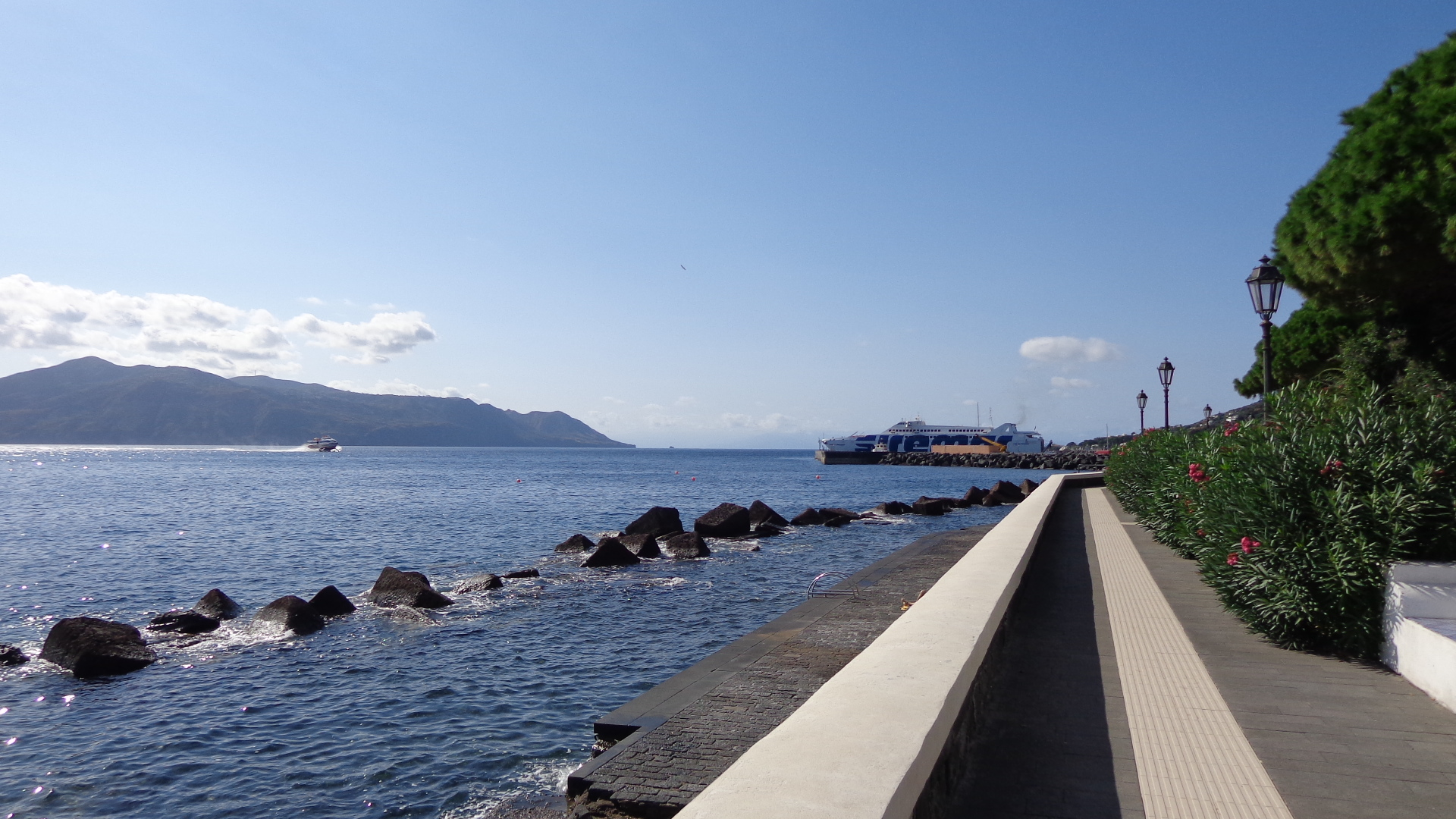
Il lungomare
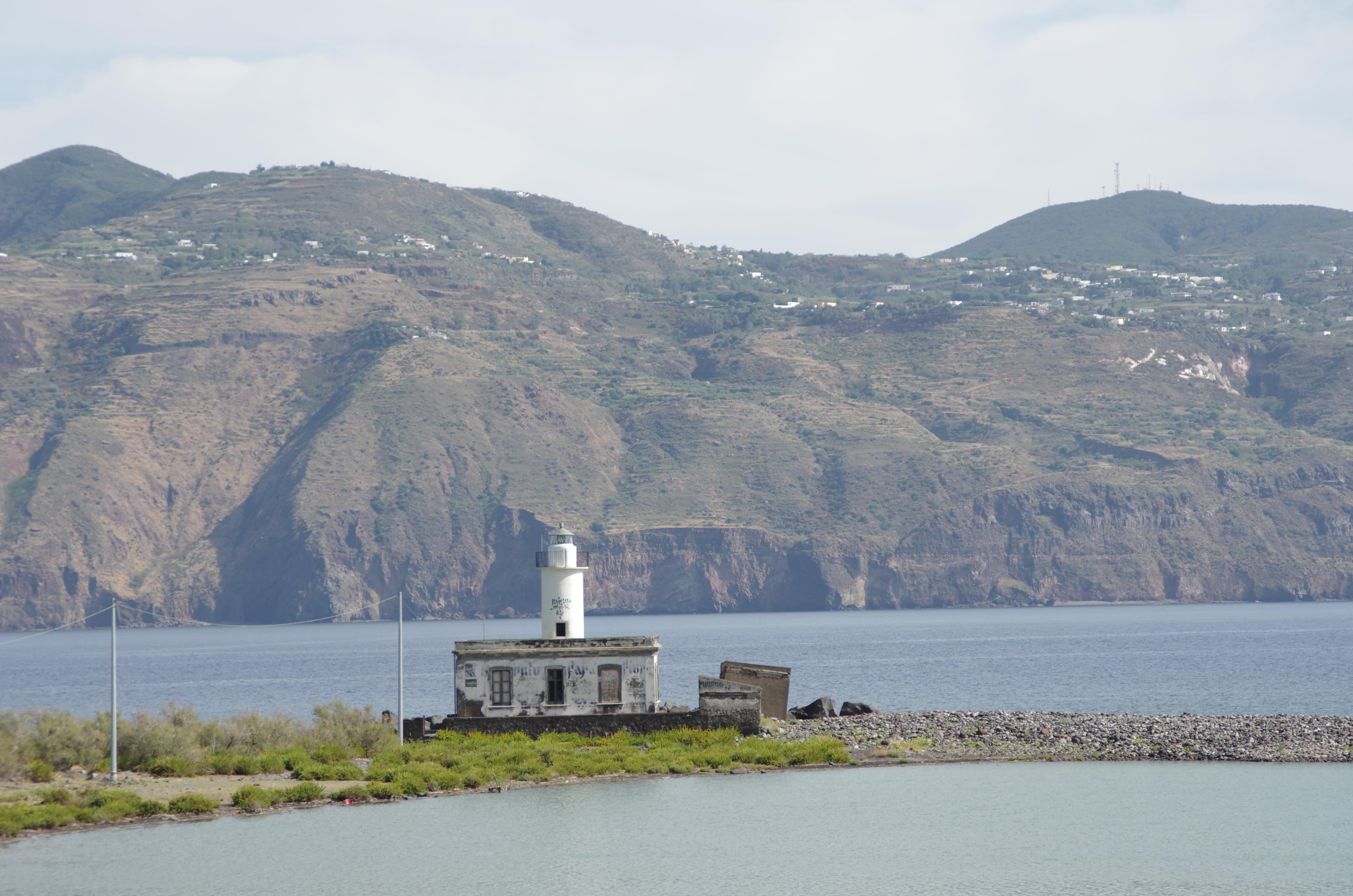
Il faro di Lingua